# Travis Barker
Travis Landon Barker (Fontana, 14 novembre 1975) è un batterista, cantautore e produttore discografico statunitense.
È principalmente conosciuto per essere il batterista del gruppo pop punk blink-182, dal 1998 al loro scioglimento nel 2005, e dalla reunion del 2009.

## Biografia
Travis nacque nei pressi di Fontana, California, da una famiglia di origini inglesi, irlandesi e italiane. Ricevette la sua prima batteria all'età di quattro anni, e cominciò le sue prime lezioni (anche di tromba) all'età di cinque anni. La vigilia del suo primo giorno di scuola alle superiori sua madre morì; prima di morire gli disse di continuare a suonare la batteria, perché secondo lei era molto bravo.
Dopo la sua morte Travis cominciò a suonare seriamente la batteria; si unì alla banda della scuola e partecipò a diverse competizioni e festival e durante l'ultimo anno di high school formò la sua prima band, i Feeble. Nel 1993, al termine della scuola, suonò anche in altri gruppi come i Suicide Machines e gli Aquabats (dove era conosciuto sotto lo pseudonimo di Baron Von Tito) come batterista rock. Per mantenersi fino al 1998 diede lezioni private, anche a bambini, di batteria.

### blink-182
Nel 1998, durante un tour assieme agli Aquabats come supporto ai blink-182 gli fu chiesto da questi ultimi di sostituire il loro batterista Scott Raynor. Mark Hoppus e Tom DeLonge rimasero molto soddisfatti e dopo qualche settimana gli proposero di unirsi stabilmente al gruppo. Con i blink-182 ottiene immediato successo con l'album Enema of the State, presto seguito da Take Off Your Pants and Jacket e Blink-182. Nel 2005 il gruppo si è sciolto per poi riformarsi nel 2009 e pubblicare il quinto album in studio Neighborhoods nel 2011.
Il 1º luglio 2016, i Blink pubblicarono il loro settimo album in studio California con successo commerciale e critico. Per completare il progetto, i membri dei Blink e Barker furono costretti a sostituire il co-fondatore dei Blink Tom DeLonge con il cantante e chitarrista Matt Skiba degli Alkaline Trio. Barker ha citato DeLonge come causa principale della sostituzione. Citando la presunta riluttanza di DeLonge a impegnarsi a lavorare su nuovi progetti Blink.

### Altre attività

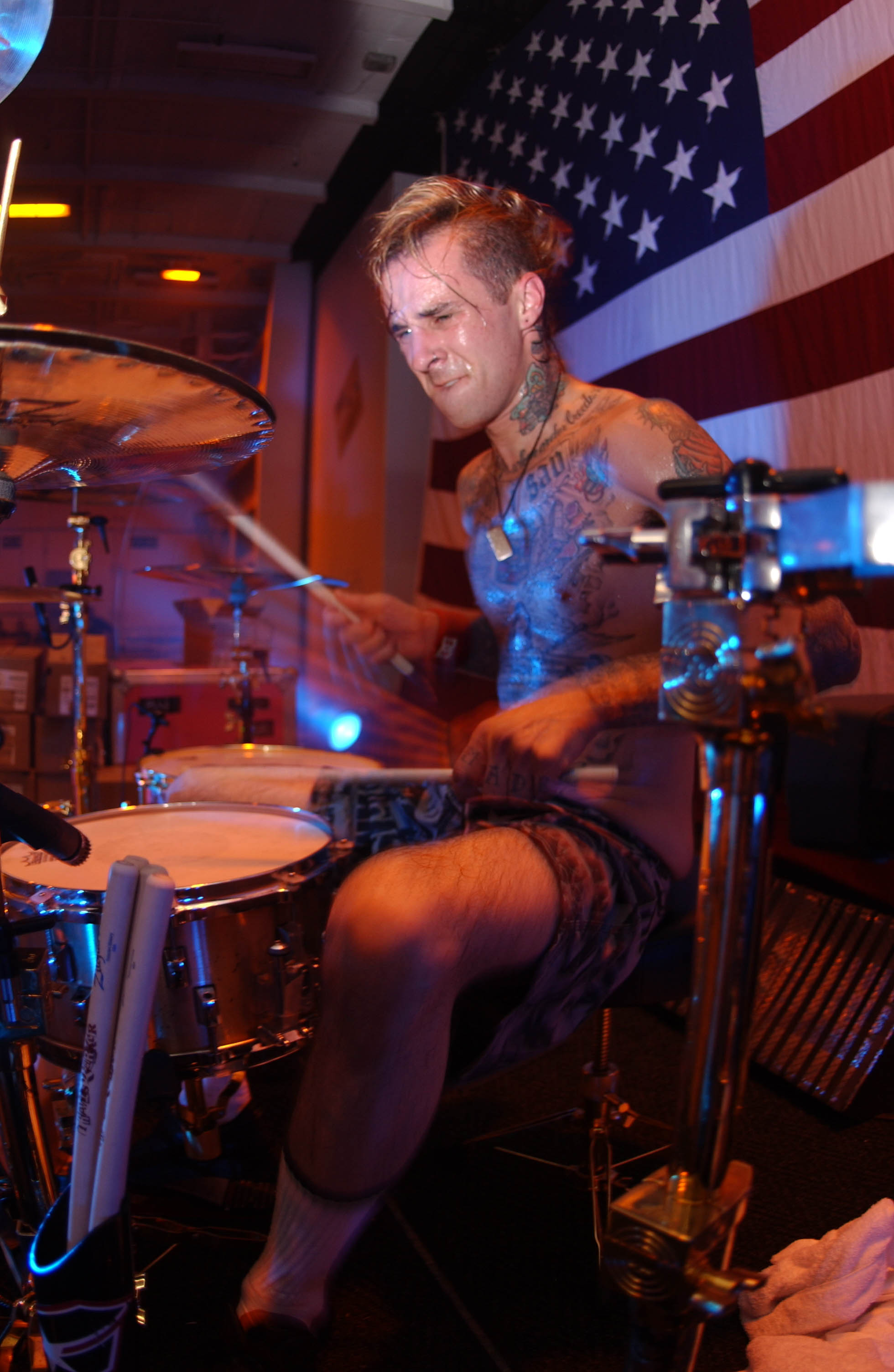
Travis Barker nel 2003

Nel 2002 assieme al membro dei Rancid Tim Armstrong e Rob Aston Travis crea un progetto parallelo, i Transplants, con i quali produce due album. Nel 2003, durante una pausa con i blink-182 crea assieme a Tom DeLonge una nuova band, i Box Car Racer, a cui collaborano anche David Kennedy ed Anthony Celestino; la band si scioglierà nel 2003. Nel 2005 fonda assieme a Mark Hoppus i +44. Inizialmente la band era formata dai due più Carol Heller, una sua amica di vecchia data, che però decide di lasciare la formazione dopo aver inciso qualche canzone (Make You Smile e No, It Isn't). I motivi furono due: la Heller disse di non trovarsi più bene nella direzione che la band stava prendendo, cioè il Punk rock, e decise di lasciare il gruppo per dedicarsi alla famiglia; viene dunque sostituita da Craig Fairbaugh e Shane Gallagher. 
Oltre ai +44 Travis si è anche dedicato ad altri progetti, tra cui uno con DJ AM che svaria tra hip hop e musica dance. Nel 2006 ha suonato la batteria nell'album The Best Damn Thing di Avril Lavigne. Nel 2008 Perry Farrell dei Jane's Addiction riunisce i più grandi musicisti della musica rock per suonare insieme al Justice Tour: tra essi, oltre a Barker, figuravano Flea, Tom Morello, Slash e Dave Navarro.
Il 15 marzo 2011 è uscito il suo album da solista Give the Drummer Some, che ha visto la partecipazione di numerosi artisti, tra cui Yelawolf, Slaughterhouse, Lil Jon, Tom Morello, Busta Rhymes e Slash. Nello stesso anno ha collaborato con Royce da 5'9", nel suo singolo Legendary. Tra settembre e ottobre 2012 Barker ha pubblicato un EP con il rapper Yelawolf intitolato Psycho White.
Nel 2015 Barker ha pubblicato il libro Can I Say: Living Large, Cheating Death, and Drums, Drums, Drums e nello stesso anno ha suonato nell'evento WWE Wrestlemania 31 tenutosi a Santa Clara (California) insieme a Skylar Grey e Kid Ink.  Inoltre ha collaborato con il rapper italiano Salmo alla realizzazione dei brani Il messia e Bentley vs. Cadillac, presenti nell'album Hellvisback del 2016.
Nel 2018 Travis Barker collabora al brano del musicista trap-metal Ghostemane, D(R)EAD. È inoltre presente nell'album postumo di XXXTentacion Skins, suonando la batteria nel brano One Minute con Kanye West.
Nel 2019 Barker si è unito al duo hip hop alternativo di New Orleans $uicideboy$ per annunciare Live Fast Die Whenever, un EP collaborativo. Prima dell'uscita del progetto, sono stati pubblicati i singoli Nothingleftnothingleft e Aliens Are Ghosts. L'EP è stato pubblicato il 24 maggio. Insieme ai singoli principali. Il 12 luglio 2019 Travis ha remixato la traccia postuma di Lil Peep e XXXTentacion Falling Down.
Nel 2020 ha prodotto l'album Tickets to My Downfall di Machine Gun Kelly, suonandovi anche la batteria. Replica due anni più tardi con l'album Mainstream Sellout.
Nel 2022 coproduce l'album  Love Sux di Avril Lavigne, oltre a suonare la batteria in quasi tutti i brani del disco.

### Vita privata
Barker è stato sposato con Melissa Kennedy dal 22 settembre 2001 al 6 agosto 2002. Si è poi risposato nel 2004 con l'attrice televisiva ed ex-playmate Shanna Moakler con la quale ha avuto due figli, Landon Asher, nato il 9 ottobre 2003, e Alabama Luella, nata il 24 dicembre 2005. La famiglia è stata protagonista del reality show Meet the Barkers prodotto da MTV. Shanna e Travis compaiono inoltre in un episodio della sesta stagione del telefilm CSI, Poppin' Tags. Il 6 agosto 2006 la coppia ha divorziato. Nella mattina del 19 settembre 2008 Barker è rimasto coinvolto insieme a DJ AM in un incidente con un aereo privato che si è schiantato in Columbia, nella Carolina del Sud. Nell'impatto sono morte quattro persone, tra cui Chris Baker, assistente personale di Barker.
All’inizio del 2021 ha iniziato a frequentare Kourtney Kardashian, con cui, dopo una cerimonia non legalmente riconosciuta tenutasi il 3 aprile 2022 a Las Vegas, si è sposato ufficialmente il 15 maggio a Santa Barbara. Il rito religioso è stato celebrato a Portofino, in Italia, il 22 maggio successivo. Il 1 novembre 2023 nasce Rocky Thirteen, il primo figlio della coppia.

## Influenze e batteristi preferiti
Barker ha detto alla CBS che il suo primo eroe in assoluto è stato Animal dei The Muppets, accreditando a quest'ultimo l'ispirazione per perseguire con la batteria. Cita anche John Bonham dei Led Zeppelin, Alex Van Halen di Van Halen, Tommy Lee di Mötley Crüe e Danny Carey di Tool come suoi batteristi preferiti. In una domanda e risposta del 2016 con Vevo, Barker ha accreditato Buddy Rich come il più grande batterista di tutti i tempi. Ha anche affermato che Jump dei Van Halen è stata la prima canzone che ha imparato alla batteria.

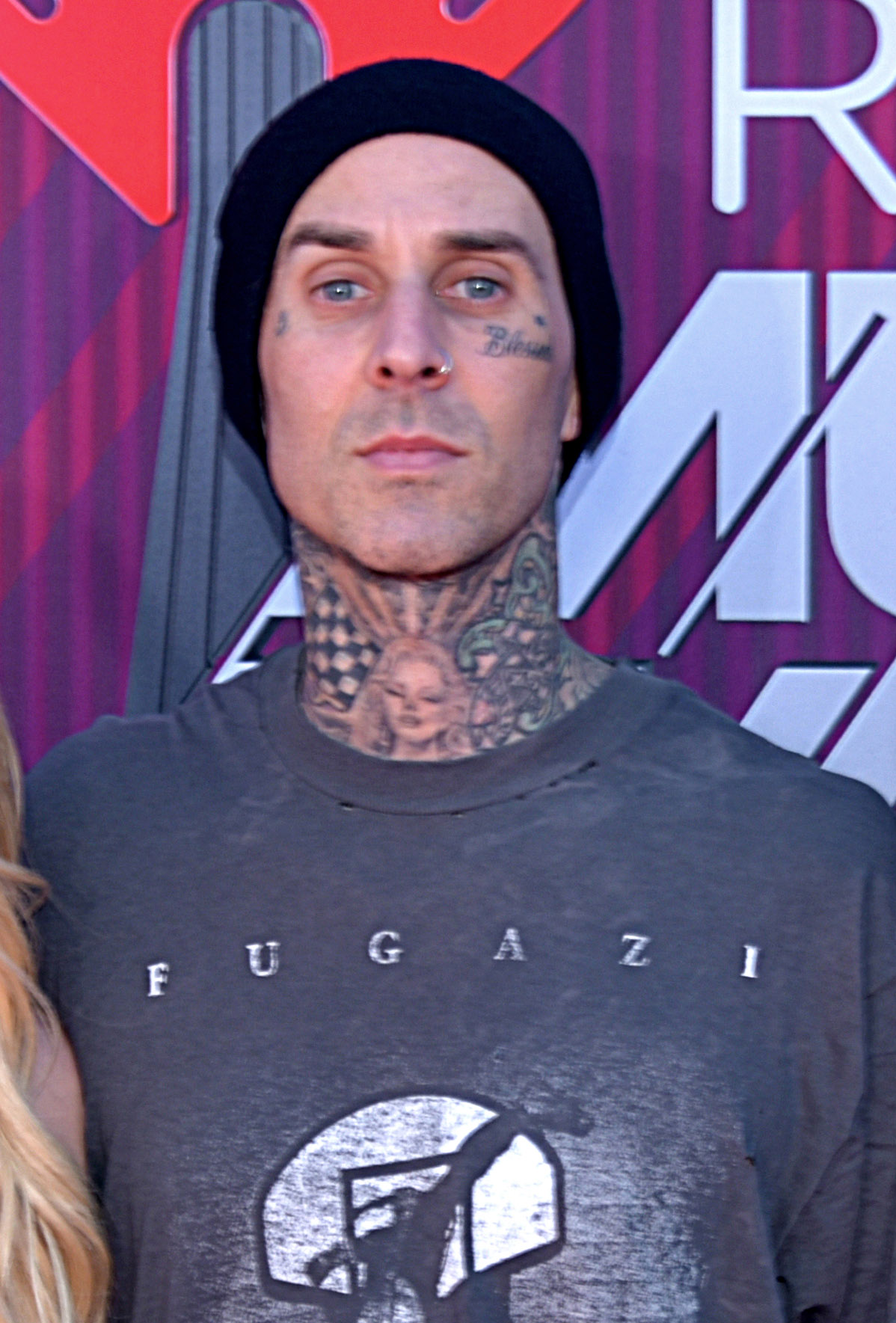
Travis Barker agli iHeart Music Awards 2019

## Strumentazione
Travis Barker, nonostante abbia sempre suonato con un kit per destrorsi, è mancino. Suona batterie Orange County Drums & Percussion (OCDP), piatti Zildjian e Pelli Remo.
Batteria: OCDP
- 12x9" Rack Tom
- 16x14" Floor Tom
- 22x20" Bass Drum
- 14x6.5" Snare Drum in ottone
- 6x10" Side Snare Drum

Piatti: Zildjian
- 14" A Avedis Hi-Hat
- 19" A Custom Projection Crash
- 10" A Custom EFX Splash
- 20" A Custom Crash
- 23" K Sweet Ride
- 20" FX Oriental China Trash
- 12" FX Spyral Stacker

Ad eccezione di hi-hat, ride e china, Travis varia spesso i suoi crash e stack in base agli artisti con cui si esibisce, quindi non è possibile stilare una lista precisa e definitiva. Tuttavia, questi sono i piatti che utilizza maggiormente.
Pelli: Remo
- Toms: Emperor Coated (Battente) - Ambassador Clear (Risonante)
- Cassa: Powerstroke Pro Coated (Battente). Ebony Powerstroke 3 personalizzata (Risonante)
- Rullante: Emperor X Coated (Battente) - Ambassador Snare Side (Risonante)

Bacchette:
- Zildjian Travis Barker Signature Drumsticks (colore bianco, ma in commercio è disponibile la variante nel colore nero).

## Videogiochi e cinema
- Nel 2008 ha collaborato con Activision e Neversoft per il videogioco Guitar Hero World Tour registrando parte delle basi musicali per la batteria che in questo nuovo capitolo è presente come strumento oltre alla chitarra. Appare anche come personaggio giocabile. Appare anche nel videogioco Tony Hawk's Project 8 come personaggio sbloccabile.

- Appare nel film American Pie, del 1999, insieme a Mark Hoppus e Tom DeLonge.

## Altre attività
Barker ha creato una linea di scarpe e cappelli dell'azienda DC Shoes, che ha chiamato DC Travis Barker Remix, e dirige una casa d'abbigliamento di skate/street wear, la Famous Stars And Straps, che ha fondato nel 1999, ed un ristorante vegano a Norco (California).

## Discografia

### Da solista
- 2011 – Let the Drummer Get Wicked
- 2011 – Give the Drummer Some

### Aquabats
- 1997 – The Fury of the Aquabats!

### blink-182
- 1999 – Enema of the State
- 2000 – The Mark, Tom and Travis Show (The Enema Strikes Back!)
- 2001 – Take Off Your Pants and Jacket
- 2003 – Blink-182
- 2005 – Greatest Hits
- 2011 – Neighborhoods
- 2012 – Dogs Eating Dogs
- 2016 – California
- 2019 – Nine
- 2023 - One More Time...

### Box Car Racer
- 2002 – Box Car Racer

### Transplants
- 2002 – Transplants
- 2005 – Haunted Cities

### +44
- 2006 – When Your Heart Stops Beating

### Yelawolf
- 2012 – Psycho White

### Collaborazioni
- 2011 – Yelawolf – Slumerican Shitizen (da Radioactive)
- 2012 – Steve Aoki e Kid Cudi – Cudi the Kid (da Wonderland)
- 2016 – Salmo – Il messia e Bentley vs Cadillac (da Hellvisback)
- 2018 – Paris Shadows – Crushin (da One Night in Paris)
- 2018 – XXXTentacion – Pain = BESTFRIEND (da ?)
- 2019 – Fever 333 – Made an America
- 2019 – Friends Go  - Maggie Lindemann
- 2019 – Fever 333 – Strength in Numb333rs
- 2019 – Suicideboys – Aliens Are Ghosts
- 2019 – Machine Gun Kelly – I Think I'm Okay (da Hotel Diablo)
- 2019 – Lil Nas X – F9mily (You & Me) (da 7)
- 2019 – Yungblud e Halsey – 11 Minutes
- 2019 – Lil Peep e XXXTentacion – Falling Down (Travis Barker Remix)
- 2020 – Cover You, con The Hunna
- 2020 – Sick and Tired, con Iann Dior e Machine Gun Kelly
- 2020 - Tickets to My Downfall, Machine Gun Kelly
- 2021 – Bite Me, con Avril lavigne
- 2023 - Sabotage// con KennyHoopla